# Малое Чертищево
Малое Чертищево — деревня в Вологодском районе Вологодской области на реке Лапач.
Входит в состав Сосновского сельского поселения, с точки зрения административно-территориального деления — в Сосновский сельсовет.
Расстояние по автодороге до районного центра Вологды — 31,5 км, до центра муниципального образования Сосновки — 12 км. Ближайшие населённые пункты — Большое Чертищево, Бабцыно, Савкино, Анциферово.
По переписи 2002 года население — 2 человека.